# Пикша (Удмуртия)
Пикша — деревня в Кезском районе Удмуртской республики.

## География
Находится в северо-восточной части Удмуртии на расстоянии приблизительно 5 км на запад-юго-запад по прямой от районного центра поселка Кез.

## История
Известна с 1891 года как починок Пикшинский, в 1905 году 13 дворов, в 1924 (уже деревня Пикша) — 15. До 2021 года входила в состав Сосновоборского сельского поселения.

## Население
Постоянное население составляло 129 человек (1905 год), 96 (1924, все удмурты), 58 человек в 2002 году (удмурты 100 %), 40 в 2012.